# 彼得·帕利奇克
彼得·帕利奇克（希伯來語：‎，1992年1月4日—），乌克兰、以色列男子柔道运动员，2020年夏季奥林匹克运动会混合团体铜牌得主、2022年世界柔道锦标赛混合团体铜牌得主、2023年世界柔道锦标赛男子100公斤级铜牌得主；2024年在巴黎奧運開幕式中與游泳選手安德里亞·穆雷斯一同擔任以色列代表團的执旗手，並在巴黎奧運柔道比賽100公斤級中獲得銅牌。